# Striptiz
Striptiz (engl. striptease, od glagola to strip, "svlačiti se" i to tease "dražiti"), umjetnost postupnog erotskog svlačenja uz primjesu egzotičnog plesa i glazbeno-scenog nastupa pred publikom. Izvodi se kao plesna točka na pozornicama u noćnim klubovima koji su specijalizirani za takve nastupe pa se nazivaju striptiz klubovima. Plesačice se obnažaju kako bi privukle financijsku potrošnju gledatelja i komercijalno ugađali seksualnim nagonima, obično u ritmu glazbe i izvedbom erotskog plesa) uz određenu koreografiju na zavodljiv način. Striptiz je često povezan i uz različite oblike prostitucije.
Naziv za plesačicu koja se svlači pred publikom u striptiz baru je striptizeta, a za plesača je u uporabi izvedenica striper. Striptizete izvode, osim performansa zavodljivog svlačenja pred publikom i ples na šipci, a nude i usluge privatnog plesa za klijentelu, ponajviše u posebnim prostorijama kluba, što se naziva ples u krilu.

## Povijest striptiza
Parcijalno razodjevanje i pokazivanje intimnog rublja ili golih dijelova tijela započelo je sredinom 19. stoljeća u nastupima ženskih plesačica u kabaretima i drugim ugostiteljskim objektima tijekom izvedbe plesnih točaka poput cancana. Uskoro su priređivači zabave u SAD-u počeli dodatno odstranjivati odjeću plesačicama, pri čemu je otkrivano sve više nagog tijela, počeviši od golih nogu, duboko izrezanog poprsja i golih ramena, nudeći tzv. egzotični ples.
Izraz striptiz nastao je tek kasnih 1920-ih, u vrijeme kada se nagost počinje sve više pojavljivati u burleskama i drugim predstavama. Poslije Drugog svjetskog rata veoma je narastao broj noćnih klubova u kojima su striptizite izvodile egzotične plesove uz postupno zavodljivo svlačenje. U točkama su se počele koristiti zmije koje bi se obavile oko nagog ženskog tijela ili bi se koristili mjehuri sapunice kako bi se prikrilo golo tijelo na ključnim mjestima.
Tijekom 1960-ih striptiz je zamijenila pojava žena na pozornici skinutih unaprijed u toples i bikini gačice. Nakon toga uslijedilo je i skidanje gačica tijekom 1970-ih, čemu je pridonijela rastuća pornografija te su se žene počele skidati na pozornici skroz do gola i plesati bez odjeće. U 1980-ima na sceni su dominirale silikonske djevojke koje su plesale gole oko šipke.

## Vanjske poveznice
- Striptiz – Proleksis enciklopedija
- Striptiz – encyclopedia.-com (engl.)